# چسترفیلد (ماساچوست)
چسترفیلد، ماساچوست
چسترفیلد(به انگلیسی: Chesterfield) شهرکی در شهرستان همشایر ایالت ماساچوست می‌باشد که در سال ۱۷۶۲ بنیان‌گذاری شده‌است. این شهرک در سرشماری سال ۲۰۱۰ میلادی، ۱٬۲۲۲ نفر جمعیت داشته‌است.